# 田代茂樹
田代 茂樹（たしろ しげき、1890年〈明治23年〉12月5日 - 1981年〈昭和56年〉8月8日）は、東洋レーヨン元社長、元会長、元名誉会長、日本化学繊維協会元会長、日本腎臓財団初代会長、福岡県人会第三代会長、明治専門学校第一期生。弟は英文学者・翻訳家・ラフカディオ・ハーン研究家の田代三千稔。
福岡県北九州市出身。旧制東筑中学（現在の福岡県立東筑高等学校）、明治専門学校（現在の九州工業大学）機械工学科を卒業後、三井物産に入社、24年間の勤続後、1936年に東洋レーヨン（現在の東レ）に取締役として就任し、社長、会長、名誉会長を歴任した。1959年（昭和34年）日本インダストリアル・エンジニアリング協会初代会長に就任。1960年に（財）東洋レーヨン科学振興会を設立した。1972年に日本経済新聞の名物コラム『私の履歴書』に東レの名誉会長として取り上げられた。

## 著書
- 『東レと共に』出版社: 東レ (1972)

## 参考資料
- ふくおか先人資料館　田代茂樹 東レ中興の祖
- 福岡県人会 会報「東京と福岡」 2006年10月号 15頁
- 桑木彧雄とアインシュタイン - ウェイバックマシン（2013年11月9日アーカイブ分）
- 『東レと共に』出版社: 東レ (1972)